# Ван Фу
Ван Фу (王紱, 1362 — 6 лютого 1416) — китайський художник та каліграф часів династії Мін, представник течії веньжень (художників-інтелектуалів).

## Життєпис
Народився у 1362 році у м. Усі (провінція Цзянсу). Походив з родині вчених та чиновників. Замолоду вирішив прсивятити себе мистецтву. У 1378 році його відправлено до нанкіну (тодішньої столиці імпері), але незабаром за якийсь вчином зослано до Датунау провінції Шаньсі. Незабаром він зміг виправдитися, після відмовився від будь-якої кар'єри, вирішив присвятити себе малюванню. Ван Фу почав самостійне життя художника з «навчання подорожжю», відправившися на північ бродити уздовж берегів Янцзи, Хуайхе і Хуанхе. Під час мандрів робить замальовки, а то й окремі картини. У 1400 році Ван Фу повернувся на південь і оселився на горі Дев'яти драконів, за назвою якої взяв собі ім'я Чжулунь Шаньжень (Відлюдник з Гори Дев'яти Драконів). Іноді він підписував свої роботи і іншим ім'ям — Юші (Друг Каменя). Ці роки здебільшого вів спокійне життя у себе на батьківщині, не брав участь у бенкетах, не любив, коли гості відволікають його від малювання. У 1403 році зважаючи на славу Ван Фу був запрошений імператором до участі у складанні «Енциклопедії Юнле». У 1412 році отримав посаду імперського секретаря. Згодом — 1413—1414 роках — брав участь в інспекції півноччю імператора Чжу Ді. Помер 6 лютого 1416 року у Пекіні.

## Творчість
Спочатку наслідував колишнім майстрам Ван Мену та Ні Цзаню. Згодом виробив власний стиль. Камінь (скелі, валуни, кручі) і бамбук були улюбленими мотивами Ван Фу. У своїй мальовничій манері художник з роками еволюціонував від ретельної і дрібної обробки деталей до вільно текучого, експресивно—лаконічного стилю, який з роками ставав все простішим й розкріпаченим. Туш у Ван Фу вільно ллється широкими мазками, відповідаючи темпераменту живописця в не меншому ступені, ніж об'єктивним формам предмета зображення. Майже усі численні сувої і альбомні листи Ван Фу, які збереглися дотепер, мають віршовані дружні посвяти. У заслугу художнику можна поставити майстровитість композиції і багатство тональних відтінків.